# Elezioni regionali in Friuli-Venezia Giulia

## Elezioni regionali dal 1964 ad oggi
- 1964
- 1968
- 1973
- 1978
- 1983
- 1988
- 1993
- 1998
- 2003
- 2008
- 2013
- 2018
- 2023

## Partiti regionali
- Patto per l'Autonomia
- Alleanza Verde Friuli-Venezia Giulia
- Centro Popolare Riformatore
- Cittadini per il Presidente
- Fronte Giuliano
- Lega Autonomista Friuli
- Libertà e Autonomia
- Lista per Trieste
- Movimento Friuli
- Movimento Indipendentista Triestino
- Partito Autonomista Friuli-Venezia Giulia
- Slovenska Skupnost-Unione Slovena
- S.O.S. Italia
- Unione Friuli